# Deklaracja utrechcka
Deklaracja utrechcka, pełna nazwa: Deklaracja utrechcka biskupów Kościołów starokatolickich – akt precyzujący zasady wiary przyjęte przez jego sygnatariuszy, czyli biskupów reprezentujących Kościoły starokatolickie Unii Utrechckiej, ogłoszony 24 września 1889 roku.
Deklaracje tę przyjęły: Kościół Starokatolicki w Holandii, Kościół Starokatolicki w Niemczech, Kościół Chrześcijańskokatolicki w Szwajcarii, Kościół Starokatolicki Austrii, Kościół Starokatolicki w Republice Czeskiej, Polski Narodowy Kościół Katolicki w Stanach Zjednoczonych i Kanadzie, Kościół Polskokatolicki w Polsce i Kościół Starokatolicki w Chorwacji. 

## Tekst deklaracji
In nomine ss. Trinitatis.
(W Imię Trójcy Przenajświętszej).
Johannes Heykamp, Arcybiskup Utrechtu,
Casparus Johannes Rinkel, Biskup Haarlemu,
Cornelius Diependaal, Biskup Deventuru,
Joseph Hubert Reinkens, Biskup Kościoła Starokatolickiego Niemiec,
Eduard Herzog, Biskup Kościoła Chrześcijańskokatolickiego Szwajcarii,
zebrani po wezwaniu Ducha Świętego, dwudziestego czwartego września tysiąc osiemset osiemdziesiątego dziewiątego roku w mieszkaniu arcybiskupim w Utrechcie, ogłaszają następującą deklarację do Kościoła katolickiego.
Zebrani na naradę, zaproszeni przez współpodpisanego niżej Arcybiskupa Utrechtu uchwaliliśmy odtąd zbierać się od czasu celem omówienia wspólnych problemów, przy udziale naszych pomocników, radców i teologów.
Uznaliśmy za stosowne, by na tym pierwszym spotkaniu krótko zebrać we wspólnej Deklaracji zasady kościelne, według których dotychczas sprawowaliśmy nasz Urząd Biskupi, i według których będziemy sprawować go w przyszłości, a które mieliśmy sposobność wielokrotnie prezentować w indywidualnych oświadczeniach.
1.Zachowujemy starokościelną zasadę, wypowiedzianą przez św. Wincentego z Lerynu w zdaniu: Id teneamus, quod ubique, quod semper, quod ab omnibus creditum est; hoc est etenim vere proprieque catholicum (Trzymamy się tego, co wszędzie, co zawsze, co przez wszystkich było wyznawane, to jest bowiem prawdziwie i rzeczywiście katolickie). Dlatego zachowujemy wiarę starego Kościoła tak, jak wyrażona ona została w ekumenicznych Symbolach i w powszechnie uznanych dogmatycznych orzeczeniach Soborów ekumenicznych niepodzielonego Kościoła pierwszego tysiąclecia.
2. Odrzucamy watykańskie dekrety z 18 lipca 1870 roku o nieomylności i uniwersalnej jurysdykcji, czyli kościelnej wszechwładzy papieża rzymskiego, gdyż są one sprzeczne z wiarą starego Kościoła i burzą ustrój starokościelny. Nie przeszkadza nam to jednak w uznaniu historycznego prymatu, tak jak kilka Soborów ekumenicznych i Ojcowie starego Kościoła przyznawali go biskupowi Rzymu jako primus inter pares za zgodą całego Kościoła pierwszego tysiąclecia.
3. Odrzucamy też, jako nie uzasadnioną w Piśmie Świętym i Tradycji pierwszych stuleci, deklarację Piusa IX z 1854 roku o Niepokalanym Poczęciu Maryi.
4. Jeśli idzie o inne dekrety dogmatyczne, wydane w ostatnich stuleciach przez biskupa rzymskiego - bulle Unigenitus, Auctorem fidei, Syllabus z 1864 roku itd. - to odrzucamy je o tyle, o ile są one sprzeczne z nauką starego Kościoła; nie uznajemy ich miarodajności. Odnawiamy ponadto wszystkie te protesty, które już dawniej podniósł wobec Rzymu Kościół Starokatolicki Holandii.
5. Nie uznajemy orzeczeń Soboru Trydenckiego dotyczących dyscypliny, a orzeczenia dogmatyczne uznajemy tylko o tyle, o ile są one zgodne z nauką starego Kościoła.
6. Zważywszy fakt, że Eucharystia św. w Kościele katolickim od dawna stanowi prawdziwy ośrodek służby Bożej, uważamy za swój obowiązek oświadczyć również, że zachowujemy wiernie w nienaruszonej formie starą katolicką wiarę w Najświętszy Sakrament Ołtarza, wierząc, że pod postaciami chleba i wina przyjmujemy Ciało i Krew naszego Pana, Jezusa Chrystusa. Sprawowanie Eucharystii w Kościele nie jest ciągłym powtarzaniem, czy odnawianiem Ofiary pojednania, jaką Chrystus złożył na krzyżu raz na zawsze. Jej ofiarny charakter polega na tym, że stanowi trwałą pamiątkę tej Ofiary i jest dokonującym się tu na ziemi realnym uobecnieniem tej jedynej Ofiary Chrystusa poniesionej dla zbawienia odkupionej ludzkości, która według Hbr 9, 11-12 składana jest nieustannie przez Chrystusa w niebie, gdzie sam Chrystus wstawia się za nami przed obliczem Boga (Hbr 9, 24). Eucharystia, posiadając taki właśnie charakter w odniesieniu do Ofiary Chrystusa, jest jednocześnie uświęconą ucztą ofiarną, podczas której wierni, przyjmując Ciało i Krew Pana, wchodzą ze sobą w społeczność (1 Kor 10,17).
7. Mamy nadzieję, że dzięki wysiłkom teologów i w oparciu o wiarę niepodzielonego Kościoła uda się osiągnąć porozumienie w sprawie różnic powstałych od czasów rozłamów kościelnych. Wzywamy podległych naszemu kierownictwu duchownych, aby w głoszeniu Słowa i nauczaniu w pierwszym rzędzie podkreślali istotne prawdy wiary chrześcijańskiej, wyznawane wspólnie przez rozdzielone kościelnie wyznania; przy omawianiu zaś istniejących jeszcze sprzeczności należy starannie unikać wszelkiego naruszania zasad prawdy i miłości, a członków naszych wspólnot, za pomocą słowa i przykładu, należy tak pouczać, aby wobec inaczej wierzących zachowywali się zgodnie z duchem Jezusa Chrystusa, który jest Zbawicielem nas wszystkich.
8. Wierzymy, że przez wierne zachowywanie nauki Jezusa Chrystusa, odrzucając różne błędy spowodowane winą ludzi, wszelkie nadużycia kościelne i dążenia hierarchiczne - najskuteczniej przeciwdziałamy niewierze i obojętności religijnej, które są najgorszym złem naszej epoki.
Ogłoszono w Utrechcie, dnia 24 września 1889 roku.
+ Johannes Heykamp

+ Casparus Johannes Rinkel

+ Cornelius Diependaal

+ Joseph Hubert Reinkens

+ Eduard Herzog